# Agrotis infusa
Agrotis infusa är en fjärilsart som beskrevs av Jean Baptiste Boisduval 1835. Agrotis infusa ingår i släktet Agrotis och familjen nattflyn. Inga underarter finns listade i Catalogue of Life.
Denna nattfjäril från Australien kallas också Bogongfjäril. Den är mest känd för att den gör två hundramila flyttningar per år, och att man har bevisat att de har ett sjätte sinne, ett magnetsinne som de använder sig av under flytten. 

## Bildgalleri

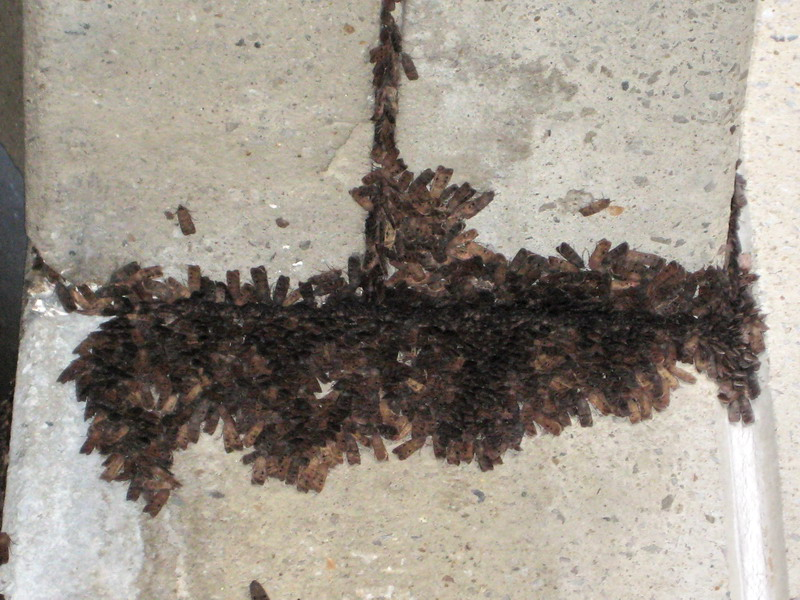
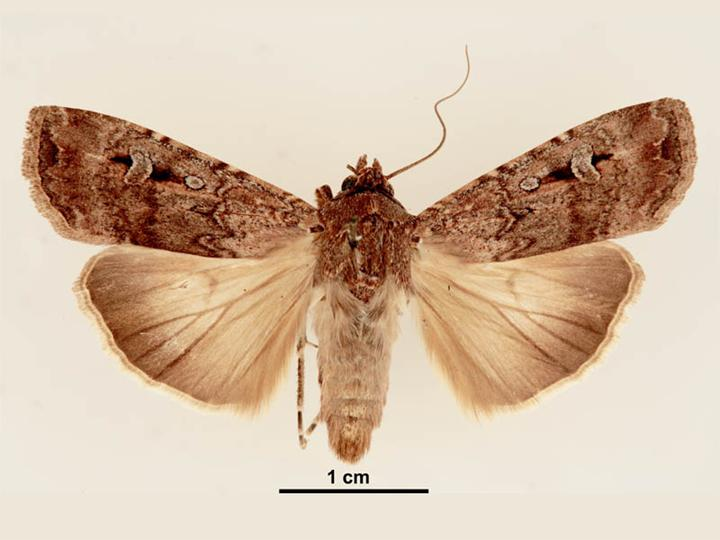
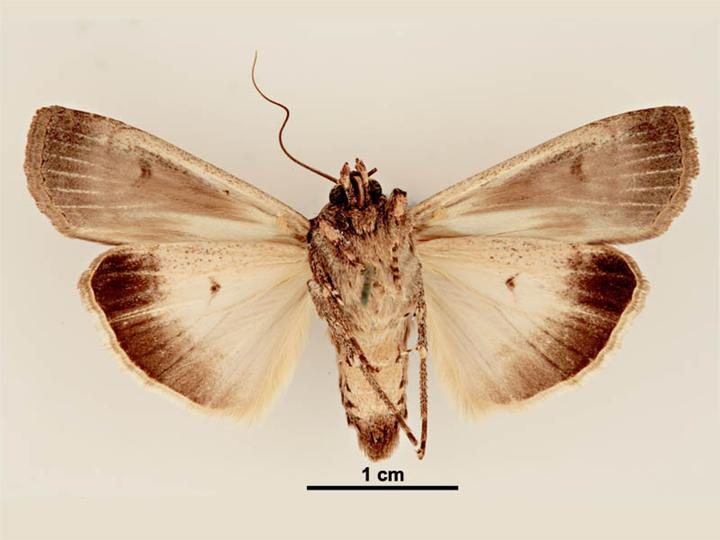
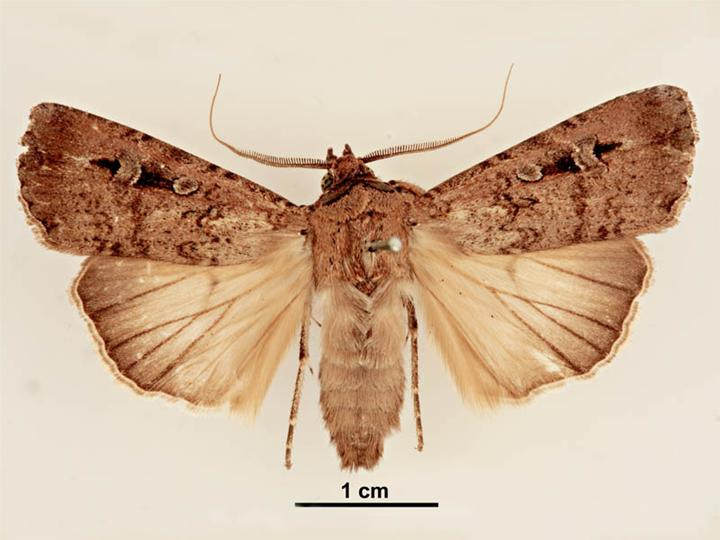
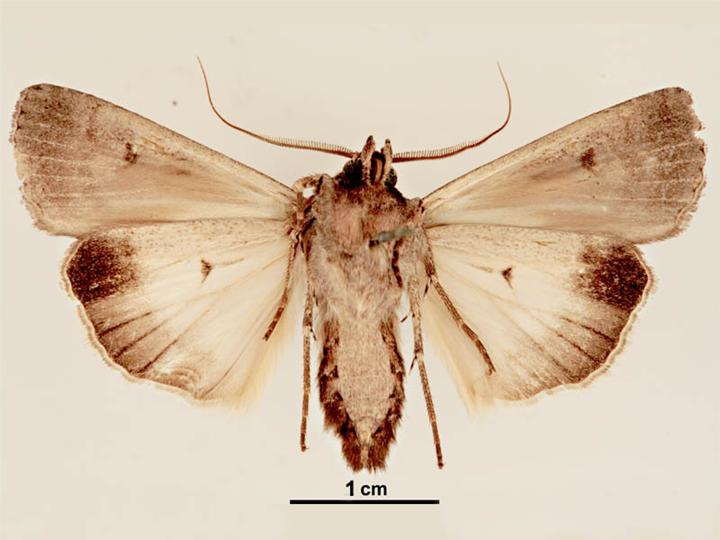